# Nogent-sur-Vernisson
Nogent-sur-Vernisson – miejscowość i gmina we Francji, w Regionie Centralnym, w departamencie Loiret.
Według danych na rok 1990 gminę zamieszkiwało 2357 osób, a gęstość zaludnienia wynosiła 71 osób/km² (wśród 1842 gmin Regionu Centralnego Nogent-sur-Vernisson plasuje się na 157. miejscu pod względem liczby ludności, natomiast pod względem powierzchni na miejscu 279.).